# Mémorial Frank Vandenbroucke 2012
La Binche-Tournai-Binche 2012, nota anche come Mémorial Frank Vandenbroucke, sedicesima edizione della corsa, valida come evento dell'UCI Europe Tour 2012 categoria 1.1, si svolse il 2 ottobre 2012 per un percorso di 200,3 km. Fu vinta dal britannico Adam Blythe, al traguardo in 4h16'50".
Furono 105 in totale i ciclisti che portarono a termine il percorso.

## Ordine d'arrivo (Top 10)
| Pos. | Corridore          | Squadra        | Tempo    |
| ---- | ------------------ | -------------- | -------- |
| 1    | Adam Blythe        | BMC Racing     | 4h16'50" |
| 2    | Adrien Petit       | Cofidis        | s.t.     |
| 3    | John Degenkolb     | Argos-Shimano  | s.t.     |
| 4    | Sebastian Stamegna | Farnese Vini   | s.t.     |
| 5    | Dennis van Winden  | Rabobank       | s.t.     |
| 6    | Timothy Dupont     | Bofrost-Steria | s.t.     |
| 7    | Maarten Wynants    | Rabobank       | s.t.     |
| 8    | Johnny Hoogerland  | Vacansoleil    | s.t.     |
| 9    | Gaëtan Bille       | Lotto-Belisol  | s.t.     |
| 10   | Jens Keukeleire    | Orica-GreenE.  | s.t.     |